# Medicago scutellata
Medicago scutellata es una especie botánica leguminosa del género Medicago. Se encuentra en toda la cuenca mediterránea. Forma una relación simbiótica con la bacteria Sinorhizobium meliloti, que es capaz de la fijación de nitrógeno.

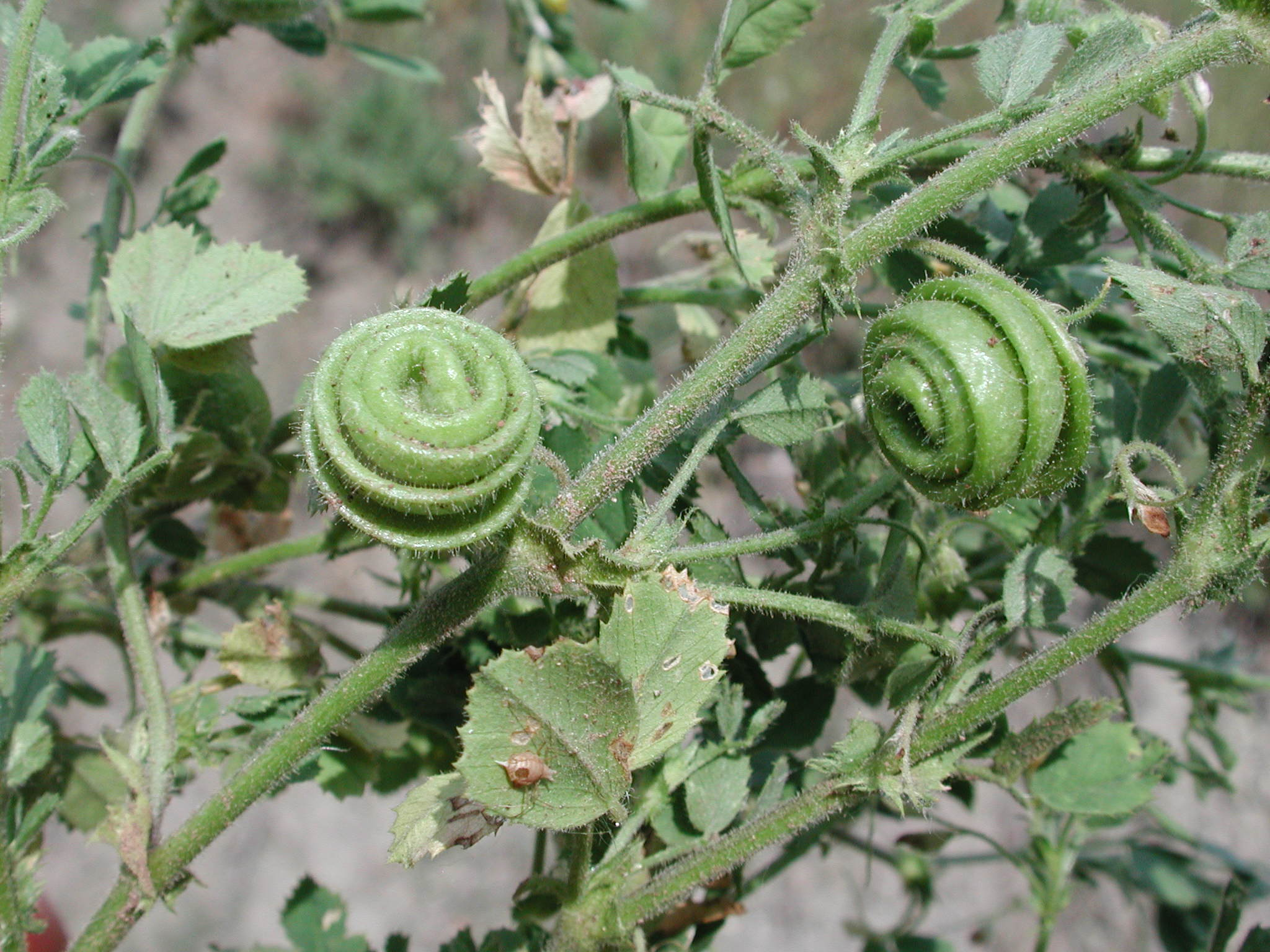
Detalle

## Descripción
Son plantas anuales, pubescentes. Tiene tallos que alcanzan un tamaño de 20-8O cm, decumbentes o -ascendentes. Folíolos de 10-20 x 9-15 mm, los inferiores de suborbiculares a obovados, los superiores subrómbicos, serrados en la parte superior. Las inflorescencias pedunculadas de 15-25 mm,  con 1-3 flores.  Corola con las alas tan largas como la quilla o ligeramente más cortas, amarilla. El fruto es una legumbre de 13-17 mm de diámetro, helicoidal. Semillas reniformes, lisas. Tiene un número de cromosomas de 2n= 16, 28, 32. Florece y fructifica de marzo a junio.

## Distribución y hábitat
Se encuentra en cultivos, lugares sombreados, en substrato calizo; a una altitud de 100-500 metros en la región mediterránea y Crimea; naturalizada en el C de Europa, Australia y Norteamérica. Dispersa por gran parte de la península ibérica y las Islas Baleares.

## Taxonomía
Medicago scutellata fue descrita por (L.) Mill. y publicado en The Gardeners Dictionary: . . . eighth edition Medicago no. 2. 1768.
Etimología
Medicago: nombre genérico que deriva del término latíno medica, a su vez del griego antiguo: μηδική (πόα) medes que significa "hierba".
scutellata: epíteto latíno que significa "con un pequeño plato o bandeja"
Sinonimia
- Medicago polymorpha var. scutellata L.[5]</ref>[6]